# Eridacnis radcliffei
Eridacnis radcliffei е вид хрущялна риба от семейство Proscylliidae.

## Разпространение
Видът е разпространен във Виетнам, Йемен, Индия (Андамански острови), Кения, Провинции в КНР, Сомалия, Тайван и Танзания.